# Кастел'Отјери
Кастел'Отјери (итал. Castell'Ottieri) је насеље у Италији у округу Гросето, региону Тоскана.
Према процени из 2011. у насељу је живело 195 становника. Насеље се налази на надморској висини од 443 м.